# عداء الطريق (حاسوب عملاق)
تم تصميم الحاسوب العملاق Roadrunner (عداء الطريق بالعربية) من قبل شركة IBM لحساب إدارة الأمن النووية الوطنية لدى مختبرات لوس ألاموس (نيومكسيكو) الوطنية في ولاية New Mexico . الغرض الرئيسي من بناء هذا العملاق هي محاكات تطور العناصر النووية فيما إذا ترسانة أسلحة الولايات المتحدة النووية آمنة وموثوقة.
يعد الآن عداء الطريق ثاني أسرع حاسوب في العالم كما ورد في تقرير نوفمبر من عام 2009 لترتيب أعلى أداء 500 حاسوب , بسرعة إنتاجية تقدر ب 1.7 فلوبس أي أسرع ب 6000 مرة من أسرع حاسوب شخصي اليوم. ونال المرتبة الرابعة لأكثر الحواسيب العملاقة توفيرا للطاقة، بمعدل إستهلاك 53624 مليون عملية فاصلة عائمة لكل واط megaflops per watt .
بغض النظر عن قوته الإنتاجية وسرعة أدائه الباهرة، فتصميم هذا الحاسوب الهجين يستدعي لفت الانتباه فهو أول حاسوب يستخدم بنية معالجين مختلفين بعكس البناء التقليدي للحواسيب العملاقة ذو بنية معالج وحيدة، لسهولة تصميمها وبرمجتها. لذلك تطلب إعادة كتابة البرامج التي سيتم تنفيذها على العملاق ليناسب الطبيعة الثنوية للمعالجات وهي Opteron dual core و PowerXCell8i.
وتركب في صناديق خاصة(حاويات) لهذه البنية تدعى BladeServer وهي بدورها توصل ببعضها بشبكة Infiniband Network .
نظام التشغيل الساري على هذا الحاسوب هو إصداري Red Hat Enterprise و Fedora لنظام التشغيل Linux ويحتاج إلى برمجيات خاصة لتوزيع العمليات على كافة المعالجات مثل :xCat distributed computing software .
يحتل هذا العملاق مساحة تقدر ب 560 مترا مربعا ويحتاج إلى 53624 megaflops/watt من أجل إيقاظ العملاق .

## المواصفات التقنية والبنية الداخلية

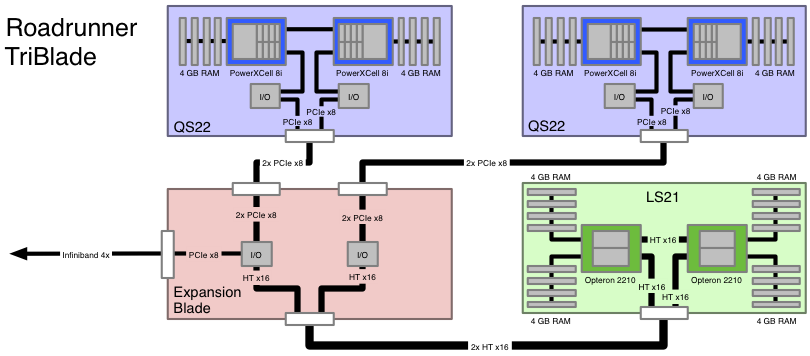
صورة للحاسوب العملاق

ابتداء من المعالجات حتى العناقيد فهو يتألف من :
1- المعالجات :
له بنية مميزة فهو يستخدم طبيعة مزدوجة من المعالجات :
Opteron 2210 : من شركة AMD بتردد عمل 1,2 GHz بنواتين مخصصة للعمليات الرئيسية، والحاسوب Roadrunner يحوي 6912 معالج من هذا النوع أي 13824 نواة.
PowerXCell 8i: من شركة IBM بتردد عمل 3,2 GHz له نواة للعمليات الحسابية الرئيسية PPE و ثمانية أنوية من أجل عمليات الفاصلة العائمة SPE . وهذا المعالج هو إصدار مطور من رقاقة خاصة تدعى Cell وهي إنجاز تشارك ثلاث شركات كبرى هي :Sony Computer Entertainment, IBM, Toshiba و عرفت الشراكة باسم SIT.
يحوي الحاسوب 12960 معالج PowerXCell 8i ب 116640 نواة من النوع PPE,SPE
2- الحاوي من نوعTriBlade:
يتألف الحاوي من معالجين Opteron ذو نواتين ب 16GB ذاكرة أي 8GB لكل معالج.
وأربع معالجات PowerXCell 8i بإجمالي 16GB ذاكرة، كل زوجين من هذه المعالجات موجودة في حاوي خاص QS22 Blade وبذلك يؤمن لكل معالج 4GB ذاكرة .
والحاوي الخاص بمعالجات Opteron تسمى LS21 OpteronBlade.
وتوضع هذه الحاويات الثلاثة ضمن حاوي آخر يدعى BladeCenter.
3- وحدة التوصيل Connection Unit:
تتألف من 60 حاوي BladeCenter أي 180 TriBlade موصولة ببعضها بمبدل من نوع ISR2012 Infiniband Switch ..
مواصفات وحدة التوصيل :
360 معالج Ooptern dual-core ب 2.88 TIB ذاكرة. RAM .
720 معالجPowerXcell 8i ب 2.88 TIB ذاكرة RAM .
12 نظام x3755 ببوابتين Ethernet بسرعة تدفق 10GBit لكل واحدة .
4- العناقيد:
كل عنقود مؤلف من 18 وحدة توصيل موصولة ب 18 مبدل ISR2012 infiniband Switch
مواصفات العنقود :
6480 معالج Opteron dual-core ب 51.8 Tib ذاكرة RAM.
12940 معالج PowerXCell 8i ب 51.8 Tib ذاكرة RAM.
216 نظام x3755 I/O nodes من أجل الدخل والخرج .
يستهلك 2,35 MW .